# Ruta del Sud 2014

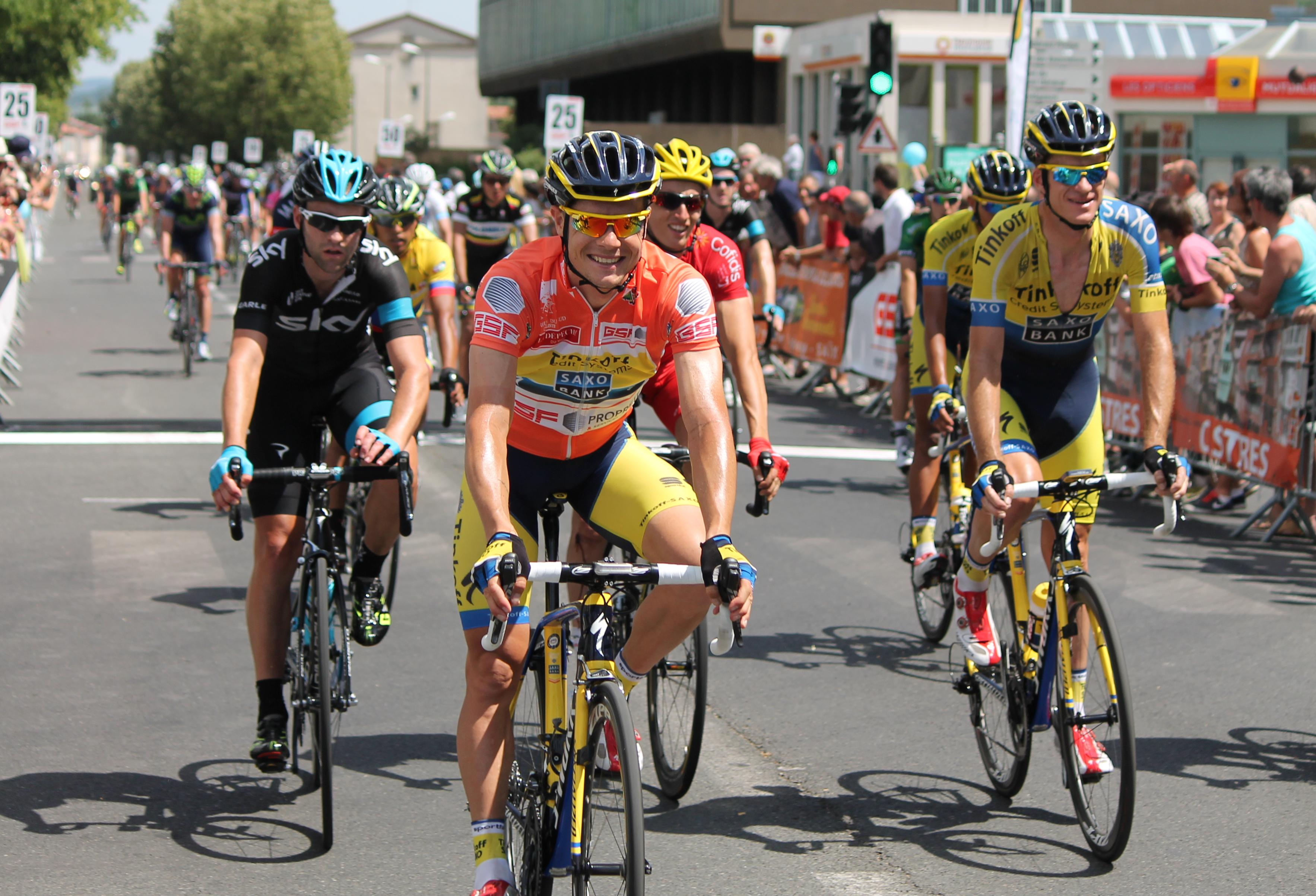
Fotografia de Nicolas Roche a l'arribada de Castres.

La Ruta del Sud 2014, 38a edició de la Ruta del Sud, es disputà entre el 20 i el 22 de juny de 2014 sobre un recorregut de 529,7 km repartits entre tres etapes, amb inici a Leitora i final a Castres. La cursa formava part del calendari de l'UCI Europa Tour 2014, amb una categoria 2.1.
El vencedor final fou l'irlandès Nicolas Roche (Team Tinkoff-Saxo), gràcies a la victòria en l'etapa reina, amb el pas pel Tourmalet, Aspin i final a Val Louron. Alejandro Valverde (Movistar Team) i Michael Rogers (Team Tinkoff-Saxo) completaren el podi. Roche també guanyà la classificació per punts, Axel Domont (AG2R La Mondiale) la de les metes volants, Alexis Vuillermoz (AG2R La Mondiale) la de la muntanya i el Team Tinkoff-Saxo la dels equips.

## Equips
L'organització convidà a prendre part en la cursa a sis equips World Tour, sis equips continentals professionals i tres equips continentals:
equips World TourAG2R La Mondiale, Team Europcar, FDJ, Movistar Team, Team Sky, Team Tinkoff-Saxo
equips continentals professionalsBretagne-Séché Environnement, Cofidis, Caja Rural-Seguros RGA, Colombia, IAM Cycling, MTN Qhubeka
equips continentalsBigMat-Auber 93, La Pomme Marseille, Rádio Popular

## Etapes
| Etapa | Data       | Recorregut                       |                         | Km       | Vencedor d'etapa     | Líder de la general | Ref.  |
| ----- | ---------- | -------------------------------- | ----------------------- | -------- | -------------------- | ------------------- | ----- |
| 1a    | 20 de juny | Leitora - Campan                 | Etapa de muntanya       | 171,7 km | Jesús Herrada (ESP)  | Jesús Herrada (ESP) | [ 3 ] |
| 2a    | 21 de juny | Banhèras de Bigòrra - Val Louron | Etapa de muntanya       | 178,6 km | Nicolas Roche (IRL)  | Nicolas Roche (IRL) | [ 4 ] |
| 3a    | 22 de juny | Sent Gaudenç - Castres           | Etapa de mitja muntanya | 179,4 km | Adriano Malori (ITA) | Nicolas Roche (IRL) | [ 1 ] |

## Classificació final
|    | Ciclista                  | Equip                  | Temps       |
| -- | ------------------------- | ---------------------- | ----------- |
| 1  | Nicolas Roche (IRL)       | Team Tinkoff-Saxo      | 13h 47' 07" |
| 2  | Alejandro Valverde (ESP)  | Movistar Team          | + 45"       |
| 3  | Michael Rogers (AUS)      | Team Tinkoff-Saxo      | + 49"       |
| 4  | Kanstantsín Siutsou (BLR) | Team Sky               | + 53"       |
| 5  | Merhawi Kudus (ERI)       | MTN Qhubeka            | + 55"       |
| 6  | Stéphane Rossetto (FRA)   | BigMat-Auber 93        | + 55"       |
| 7  | Kenny Elissonde (FRA)     | FDJ                    | + 55"       |
| 8  | David Arroyo (ESP)        | Caja Rural-Seguros RGA | + 1' 25"    |
| 9  | Ian Boswell (USA)         | Team Sky               | + 1' 39"    |
| 10 | Julien Bérard (FRA)       | AG2R La Mondiale       | + 1' 42"    |